# Dujardinascaris sciaena
Dujardinascaris sciaena is een rondwormensoort uit de familie van de Heterocheilidae. De wetenschappelijke naam van de soort is voor het eerst geldig gepubliceerd in 2004 door Bilqees, Shabbir & Haseeb.